# Ingrid Sischy
Ingrid Sischy (2. března 1952 – 24. července 2015) byla jihoafrická spisovatelka a novinářka. Narodila se v Johannesburgu a v roce 1961 se s rodinou přestěhovala do Edinburghu. Později se přestěhovali do newyorského Rochesteru. Zde po dokončení střední školy začala docházet na Sarah Lawrence College. V letech 1989 až 2008 byla editorkou časopisu Interview. Rovněž pracovala pro další periodika, jako například Artforum, The New Yorker a Vanity Fair. Řadu let byla její partnerkou Sandra Brant, která se roku 2015 stala její manželkou. Zemřela na karcinom prsu ve věku 63 let.